# Теодор Майнерт
Теодор Майнерт (на немски: Theodor Hermann Meynert) e австрийски психиатър, невропатолог и анатом.

## Биография
Роден е на 15 юни 1833 година в Дрезден, Германия. Заедно с родителите си се преселва във Виена, където баща му журналистът Херман Гюнтер Майнерт (Hermann Günther Meynert) става театрален критик с псевдоним Янус (Janus).
През 1861 г. получава докторат по медицина. Става директор на психиатрична клиника, асоциирана с Виенския университет, през 1875 г.
Сред най-известните негови студенти във Виена е Зигмунд Фройд, който през 1883 г. работи в неговата клиника. След време Майнерт се дистанцира от Фройд поради по-късното му замесване с практики като хипноза. Той също осмива идеята на Фройд за мъжка хистерия. Други известни студенти на Майнерт са руският невропсихиатър Сергей Корсаков (1854 – 1900), германският невропатолог Карл Вернике (1848 – 1905) и швейцарският невроанатом Огюст Форел (1848 – 1931). Работата на Майнерт оказва важно влияние и в кариерата на германския невропатолог Пол Флешсиг (1847 – 1929).
Умира на 31 май 1892 година в Клостернойбург, Австрия, на 58-годишна възраст.